# Canyon Montezuma
Pour les articles homonymes, voir Montezuma.
Le canyon Montezuma – ou Montezuma Canyon en anglais – est un canyon des monts Huachuca situé dans le comté de Cochise, en Arizona, aux États-Unis. Protégé au sein du Coronado National Memorial, qui est géré par le National Park Service, il est franchi par la Montezuma Canyon Road, qui à l'ouest culmine au col Montezuma.